# Motorrad-Europameisterschaft 1948
Die Titel der Motorrad-Europameisterschaft 1948 wurden beim XVIII. Großen Preis der F.I.C.M. vergeben, der am 21. August 1948 in County Antrim bei Belfast im Rahmen des 20. Ulster Grand Prix auf dem 16,5 Meilen langen Clady Circuit ausgetragen wurde.
Der Große Preis von Europa fand zum zweiten Mal im Rahmen des Ulster Grand Prix statt. Zum vorerst letzten Mal vergab die F.I.C.M., aus der 1949 die Fédération Internationale de Motocyclisme hervorging, Motorrad-EM-Titel. Ab der Saison 1949 wurde die Motorrad-Weltmeisterschaft ausgeschrieben. Erst im Jahr 1981 wurde wieder eine Motorrad-Europameisterschaft veranstaltet, die seither unter dem Dach der Union Européenne de Motocyclisme stattfindet.

## Rennverläufe
Im Lauf der 250-cm³-Klasse siegte der 37-jährige Brite Maurice Cann auf Moto Guzzi. Die weiteren Plätze belegten die beiden nordirischen Excelsior-Piloten Jock McCredie und Harold Kirby.
Im 350er-Rennen gab es einen Dreifachsieg für Velocette. Es gewann Freddie Frith aus England vor Ken Bills und Frank Fry. Der 38-jährige Frith wurde im folgenden Jahr auf Velocette auch erster 350-cm³-Weltmeister der Geschichte.
Halbliter-Europameister wurde der 37 Jahre alte italienische Moto-Guzzi-Werksfahrer Enrico Lorenzetti. Der Römer verwies Johnny Lockett (Norton) und den späteren 500er-Weltmeister Leslie Graham (A.J.S.) auf die Plätze.

## Rennergebnisse
| Klasse  | Sieger                         | Zweiter                   | Dritter                  |
| ------- | ------------------------------ | ------------------------- | ------------------------ |
| 250 cm³ | Maurice Cann (Moto Guzzi)      | Jock McCredie (Excelsior) | Harold Kirby (Excelsior) |
| 350 cm³ | Freddie Frith (Velocette)      | Ken Bills (Velocette)     | Frank Fry (Velocette)    |
| 500 cm³ | Enrico Lorenzetti (Moto Guzzi) | Johnny Lockett (Norton)   | Leslie Graham (A.J.S.)   |